# Telmatactis cricoides
Telmatactis cricoides är en havsanemonart som först beskrevs av Duchassaing 1850.  Telmatactis cricoides ingår i släktet Telmatactis och familjen Isophelliidae. Inga underarter finns listade i Catalogue of Life.